# Youngtown
Youngtown és una població dels Estats Units a l'estat d'Arizona. Segons el cens del 2007 tenia 4.880 habitants.

## Demografia
Segons el cens del 2000, Youngtown tenia 3.010 habitants, 1.641 habitatges, i 746 famílies La densitat de població era de 887,2 habitants/km².
Dels 1.641 habitatges en un 7,7% hi vivien nens de menys de 18 anys, en un 35,5% hi vivien parelles casades, en un 8% dones solteres, i en un 54,5% no eren unitats familiars. En el 50,3% dels habitatges hi vivien persones soles el 36,6% de les quals corresponia a persones de 65 anys o més que vivien soles. El nombre mitjà de persones vivint en cada habitatge era d'1,74 i el nombre mitjà de persones que vivien en cada família era de 2,48.
Per edats la població es repartia de la següent manera: un 9,9% tenia menys de 18 anys, un 3,5% entre 18 i 24, un 12,8% entre 25 i 44, un 23,4% de 45 a 60 i un 50,4% 65 anys o més.
L'edat mediana era de 65 anys. Per cada 100 dones de 18 o més anys hi havia 66,6 homes.
La renda mediana per habitatge era de 23.164 $ i la renda mediana per família de 29.329 $. Els homes tenien una renda mediana de 30.000 $ mentre que les dones 22.500 $. La renda per capita de la població era de 16.749 $. Aproximadament el 9,6% de les famílies i el 13,1% de la població estaven per davall del llindar de pobresa.

## Poblacions més a prop
El següent diagrama mostra les poblacions més a prop.